# جوش موريس
جوش موريس (بالإنجليزية: Josh Morris)‏ (30 سبتمبر 1991 برستون المملكة المتحدة - ) هو لاعب كرة قدم بريطاني يلعب كلاعب وسط.

## روابط خارجية
- جوش موريس على موقع قاعدة بيانات كرة القدم.إي يو (الإنجليزية)
- جوش موريس على موقع Soccerbase.com (لاعب) (الإنجليزية)
- جوش موريس على موقع Soccerway.com (الإنجليزية)
- جوش موريس على موقع عالم كرة القدم.نت (الإنجليزية)
- جوش موريس على موقع GSA (الإنجليزية)